# Chiesa di San Felice (Senale-San Felice)
La chiesa di San Felice (in tedesco Kirche St. Felix) è la parrocchiale patronale di San Felice (St. Felix), frazione di Senale-San Felice (Unsere Liebe Frau im Walde-St. Felix) in Alto Adige. Fa parte del decanato di Lana-Tesimo nella diocesi di Bolzano-Bressanone e risale al XVIII secolo.

## Storia

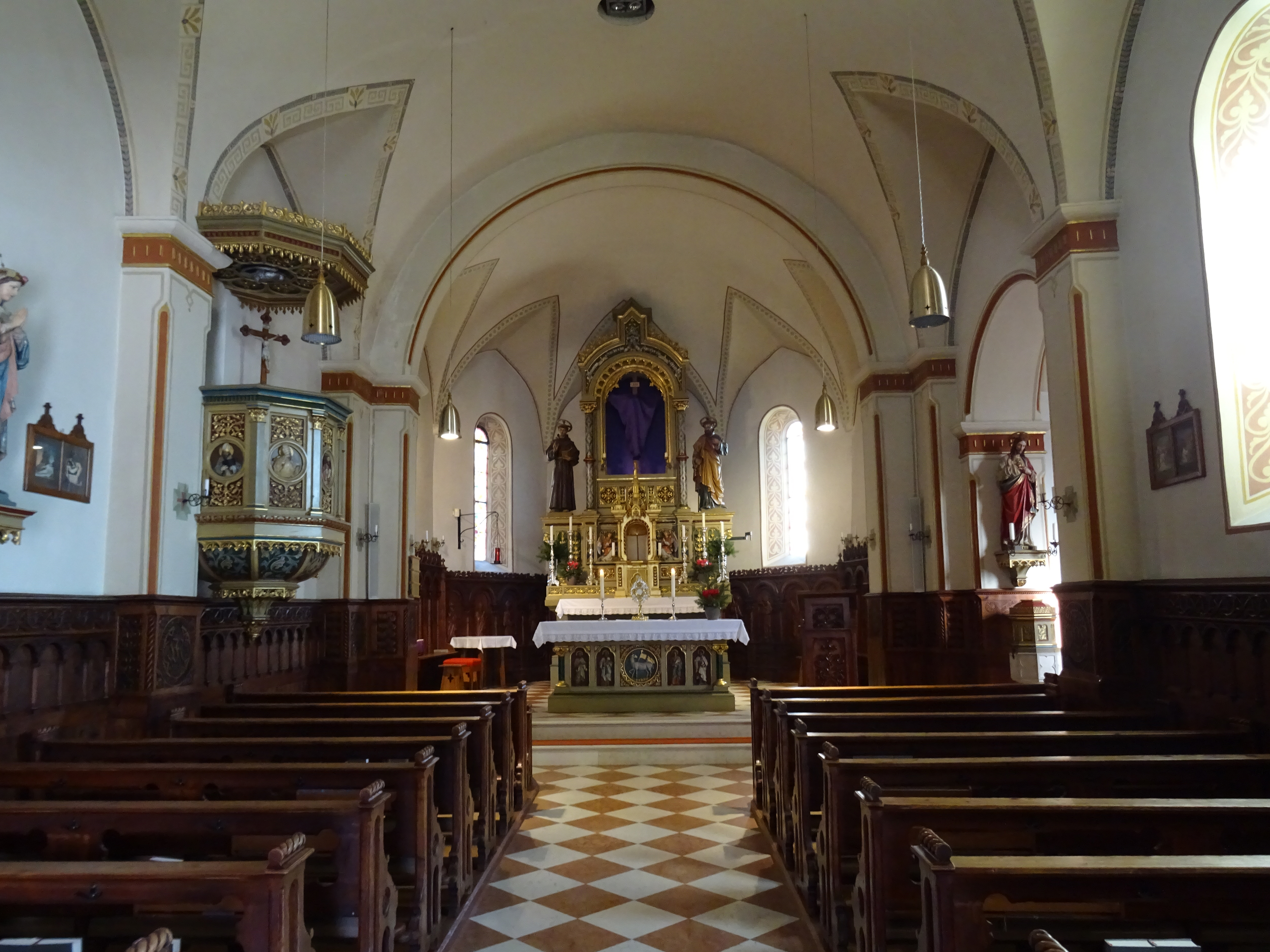
Interno della navata con altare maggiore e pulpito

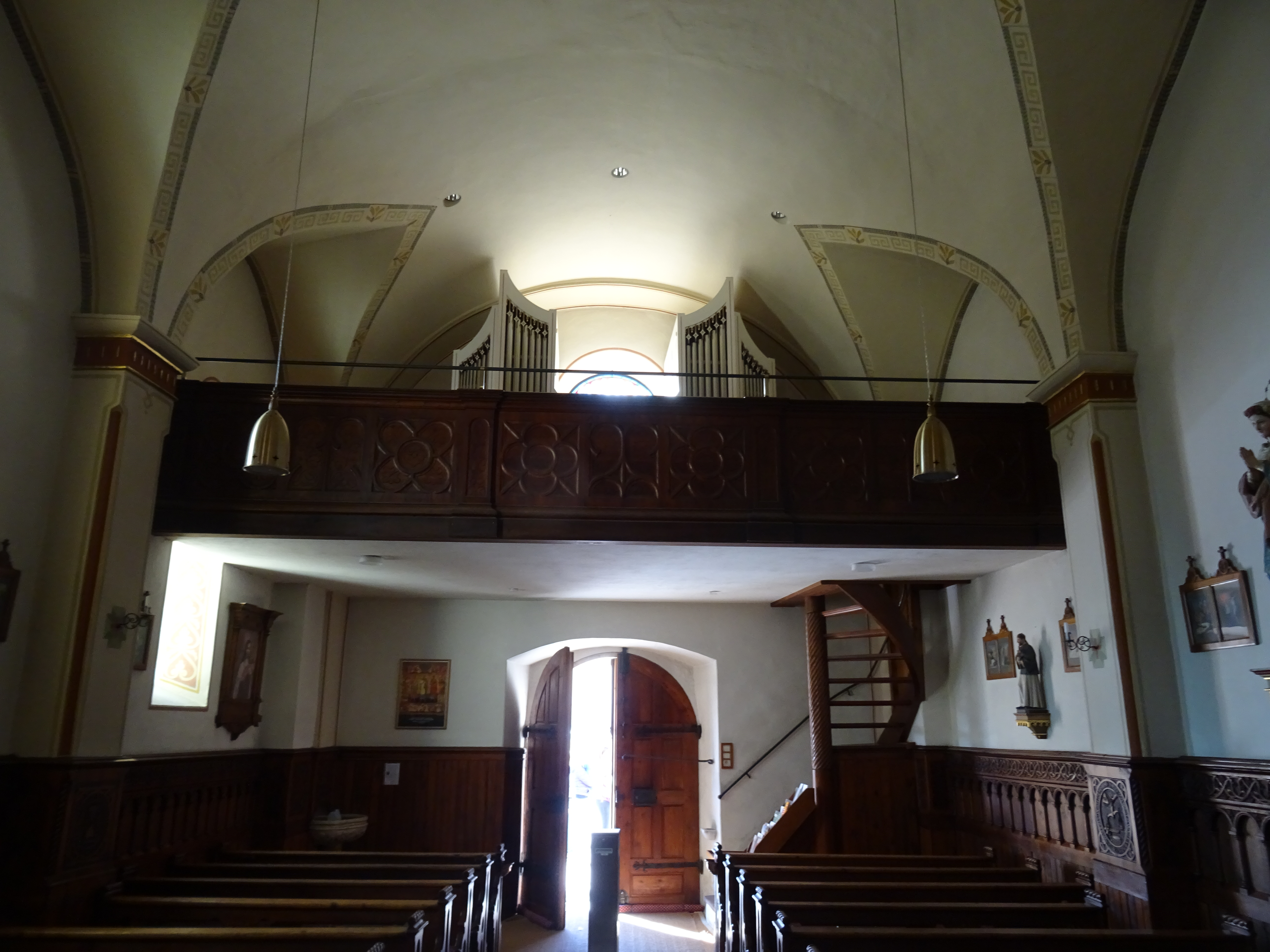
Interno della navata con cantoria e organo a canne

Il luogo di culto venne edificato nel 1742 secondo lo stile gotico. La volta della sala venne arricchita di decorazioni nel 1902.

## Descrizione
La chiesa è un monumento sottoposto a tutela col numero 17755 nella provincia autonoma di Bolzano.

### Esterni
La chiesa si trova a San Felice, frazione di Senale-San Felice in Alto Adige e mostra tradizionale orientamento verso est. La facciata a capanna è preceduta da una piccola tettoia su pilastri che protegge il portale di accesso sopra la quale si trova il piccolo oculo rotondo. La torre campanaria si alza in posizione arretrata, sulla sinistra, accando alla parte absidale. 

### Interni
La navata interna è unica, e la copertura è con volta a botte lunettata.